# Hån (Malungs socken, Dalarna, 672821-137881)
Hån är en sjö i Malung-Sälens kommun i Dalarna och ingår i Göta älvs huvudavrinningsområde. Sjön har en area på 0,0742 kvadratkilometer och ligger 442,3 meter över havet. Sjön avvattnas av vattendraget Årosälven (Uvan).

## Delavrinningsområde
Hån ingår i det delavrinningsområde (672747-138086) som SMHI kallar för Utloppet av Gipsjön. Medelhöjden är 438 meter över havet och ytan är 10,74 kvadratkilometer. Det finns inga avrinningsområden uppströms utan avrinningsområdet är högsta punkten. Årosälven (Uvan) som avvattnar avrinningsområdet har biflödesordning 2, vilket innebär att vattnet flödar genom totalt 2 vattendrag innan det når havet efter 432 kilometer. Avrinningsområdet består mestadels av skog (67 procent) och sankmarker (18 procent). Avrinningsområdet har 0,82 kvadratkilometer vattenytor vilket ger det en sjöprocent på 7,6 procent.